# Tower Gateway Station
Tower Gateway Station er en Docklands Light Railway-station nær Tower of London. Den ligger i takstzone 1. Den støder op til sporene til Fenchurch Street Station og ligger på grunden for den lukkede Minories Station.
Den er en kort gåtur fra Tower Hill og Fenchurch Street Stationer. Adgang fra gadeniveau fra Minories sker via rulletrapper, trapper eller elevator i stationens vestlige ende. En fodgængerovergang forbinder stationen med Tower Hill Station, der er den tætteste forbindelse til London Underground. En smal sekundær trappeindgang i perronens østlige ende til Mansell Street blev opført i begyndelsen af 2000'erne. Den betjener den østlige udkant af finansdistriktet City of London og udviklingsområdet ved St Katharine Docks.
Den blev åbnet i 1987, som den vestlige endestation for hele DLR-systemet og stationen tættest på det centrale London.
Den underjordiske forlængelse til Bank, der åbnede i 1991, divergerer fra den oprindelige rute mellem Tower Gateway og Shadwell, der er den næste station mod øst. Den kører ned af en stejl rampe ikke langt fra perronernes østlige ende, hvorfra det er synligt. Tower Gateway er endestation for den mindre travle betjening til Beckton. Rejser til andre DLR-grene kræver normalt et skifte.
I stil med DLR's oprindelige simple letvægtsfilosofi er Tower Gateway en simpel højbaneendestation. Ved åbningen havde stationen to spor og en transversal. Da forlængelsen til Bank blev åbnet, blev stationens vigtighed hurtigt reduceret. Før ombygningen havde den en ret smal øperron, og et enkelt spor fra hovedruten til en række punkter umiddelbart før perronerne.
Den 30. juni 2008 begyndte yderligere større ændringer på stationen. Stationen genåbnede den 2. marts 2009. Stationen blev ombygget som en endestation med et enkelt spor, der kan håndtere 3-vognstogsæt. Nu er der en perron på hver side af toget: en for ankommende passagerer og den anden for afgående.

## Transportforbindelser
London buslinje 15, 42, 78, RV1 og natlinje N15.

## Galleri
- Den oprindelige perron på Tower Gateway Station, med udmundingen af Fenchurch Street Station til højre-
- Udsigt fra omdannet station, set mod øst, med indkørselssporene til Fenchurch Street til venstre.
- Udsigt fra omdannet station, set mod vest til sporstopper.
- Udsigt fra omdannet station, set mod øst, fra den anden side af sporstopperen mod et tog, der klar til afgang.